# Почесний знак «За вірну службу»

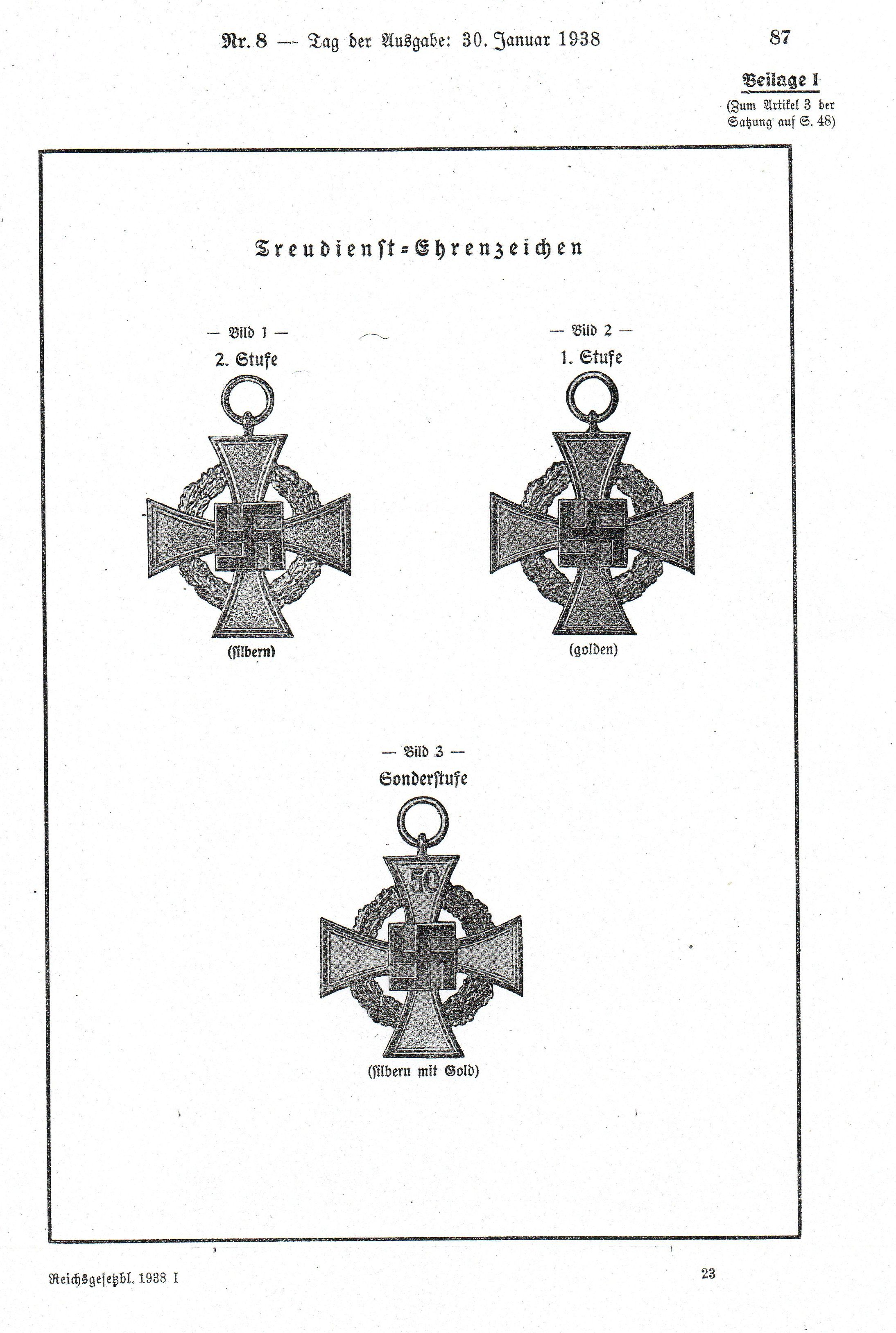
Аверси знаків 2-го, 1-го і особливого ступеня.

Почесний знак «За вірну службу» (нім. Treudienst-Ehrenzeichen) — нагорода Третього Рейху для відзначення працівників цивільних служб за тривалу і вірну службу.

## Історія
Нагороду створено 30 січня 1938 року Адольфом Гітлером з нагоди п'ятої річниці його приходу до влади.
Точна кількість нагороджених невідома, оскільки знак був масовою нагородою. Вважається, що було більше 100 тис. нагороджених.

## Умови нагородження
Право на отримання знаку мали державні службовці будь-якого рівня (місцевого, регіонального чи національного), які пропрацювали на своїй роботі 25, 40 чи 50 років.
Всього нагорода мала 4 варіанти:
- Знак 2-го ступеня — за 25 років служби.
- Знак 1-го ступеня — за 40 років служби
- Знак 1-го ступеня з золотим дубовим листям і номером 50 на стрічці — за 50 років служби. Ступінь додали 12 серпня 1944 року, доповнення до указу почало діяти з 19 вересня 1944 року.
- Спеціальна ступінь — за 50 років служби для робітників приватних підприємств.

## Опис
Знак являв собою тевтонський хрест (розмір — 41×41 мм) з вінком із дубового листя, посередині — квадрат із чорною емалевою свастикою. На зворотньому боці квадрата — напис Für treue Dienste (укр. За вірну службу).
Знак 2-го ступеня виготовлявся із срібла.
Знак 1-го ступеня за 40 років служби виготовлявся із золота.
Знак 1-го ступеня за 50 років служби мав срібний грест і золотий вінок. На верхньому промені хреста — золоте число 50.
Знак особливого ступеня аналогічний знаку 1-го ступеня з золотим дубовим листям, єдина різниця — напис на зворотньому боці Für treue Arbeit (укр. За вірну працю).
Знак носили на блакитній стрічці, ширина — 35 мм.

## Сучасний статус
Відповідно до закону Німеччини про порядок нагородження орденами та про порядок носіння від 26 липня 1957 року (нім. Gesetz uber Titel, Orden und Ehrenzeichen) носіння знаку дозволяється у денацифікованому вигляді — замість свастики зображене відповідне число (25, 40 чи 50).

## Відомі нагороджені

### Нагороджені знаком 1-го ступеня[1]
| Ім'я           | Посада/звання                                            | Дата нагородження                                                     | Примітки |
| -------------- | -------------------------------------------------------- | --------------------------------------------------------------------- | --- |
| Пауль Фюрст    | Співробітник поштової служби Еберсвальде.                | - Знак 2-го класу — 14 червня 1939 - Знак 1-го класу — 21 серпня 1940 | |
| Ганс Гау       | Головний інспектор юстиції.                              | 20 жовтня 1938                                                        | |
| Густав Керль   | Головний інспектор поштової служби Касселя.              | 9 січня 1939                                                          | Інші нагороди: - Почесний хрест ветерана війни (8 січня 1935)                                                                  |
| Йозеф Пльоттке | Санітар.                                                 | 29 лютого 1940                                                        | |
| Курт Шрайбер   | Генерал-лейтенант, співробітник протиповітряної оборони. | 1942                                                                  | |
| Теодор Вайсс   | Інспектор Імперської залізниці.                          | 26 вересня 1938                                                       | Інші нагороди: - Медаль «За будівництво оборонних укріплень» (8 серпня 1940) - Хрест Воєнних заслуг 2-го класу (30 січня 1944) |

### Нагороджені знаком 2-го ступеня[2]
| Ім'я                | Посада/звання                                          | Дата нагородження | Примітки |
| ------------------- | ------------------------------------------------------ | ----------------- | --- |
| Вільгельм Аренс     | Заступник майстра.                                     | 30 грудня 1941    | |
| Вільгельм Брук      | Вчитель.                                               | 20 жовтня 1938    | |
| Карл Дат            | Інспектор поштової служби.                             | 26 червня 1942    | Нагороджений Отто Майснером. |
| Йоганнес Еркман     | Головний пожежник пожежної служби Брауншвейга.         | 13 листопада 1939 | Інші нагороди: - Почесний хрест ветерана війни (17 січня 1935) - Почесний знак «За пожежну службу» 2-го ступеня (16 грудня 1939) |
| Еміль Фрей          | Майор вермахту, пожежник.                              |                   | Нагороджений за вірну службу в пожежній частині. Інші нагороди: - Почесний хрест ветерана війни |
| Фрідріх Ґефекке     | .Залізничник з Гольтенсена.                            | 9 травня 1939     | |
| Удо Ґрушвіц         | Високопоставлений чиновник, майор вермахту.            | 9 травня 1939     | Інші нагороди: - Залізний хрест 2-го класу (19 червня 1940) - Хрест Воєнних заслуг 2-го класу з мечами (30 січня 1944) |
| Губерт Германс      | Фельдфебель вермахту.                                  |                   | Інші нагороди: - Почесний хрест ветерана війни - Медаль «За зимову кампанію на Сході 1941/42» (14 липня 1942) - Хрест Воєнних заслуг 2-го класу з мечами (30 січня 1944)                                                                                    |
| Фріц Кун            | Вчитель, гауптман (капітан) резерву (6 вересня 1939).  | 1 вересня 1939    | Інші нагороди: - Залізний хрест 2-го класу - Почесний хрест ветерана війни (23 січня 1935) - Застібка до Залізного хреста 2-го класу (27 вересня 1939) - Хрест Воєнних заслуг - 2-го класу з мечами (20 квітня 1943) - 1-го класу з мечами (25 квітня 1945) |
| Ганс Генріх Ламмерс | Суддя, рейхсміністр без портфеля, обергруппенфюрер СС. | 6 липня 1939      | |
| Еміль Могінґ        | Технічний секретар Імперської залізниці.               | 4 квітня 1939     | |
| Карл Ріхтер         | Залізничник.                                           | 9 січня 1939      | Інші нагороди: - Почесний хрест ветерана війни (4 січня 1935) - Медаль За вислугу років в НСДАП в броні і сріблі (15 років) (30 січня 1939) — отримав 2 медалі одночасно.                                                                                   |
| Ганс Рідль          | Обер-лейтенант резерву.                                | 25 квітня 1941    | |
| Едуард Штеммерман   | Оберст (полковник) поліції.                            | 23 липня 1938     | |
| Карл Уде-Емден      | Резервний машиніст локомотива з Гамбурга.              | 25 листопада 1938 | |

## Галерея

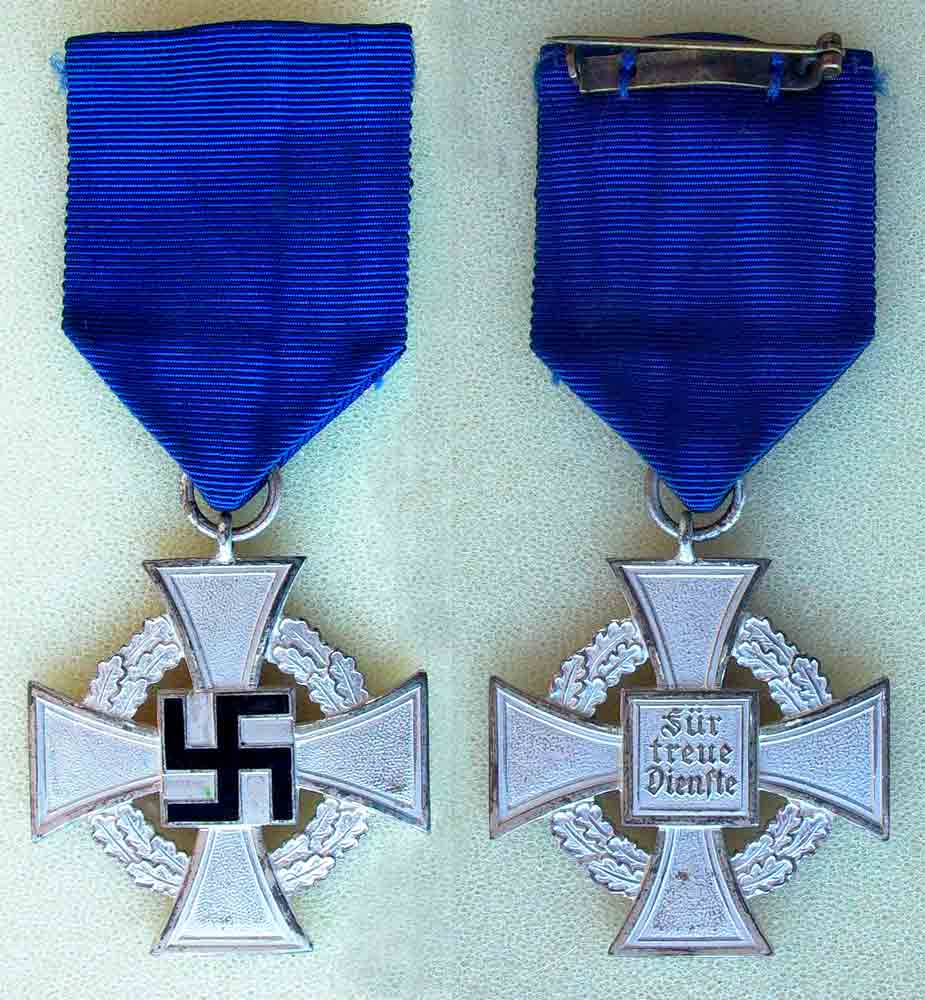
Знак 2-го ступеня.
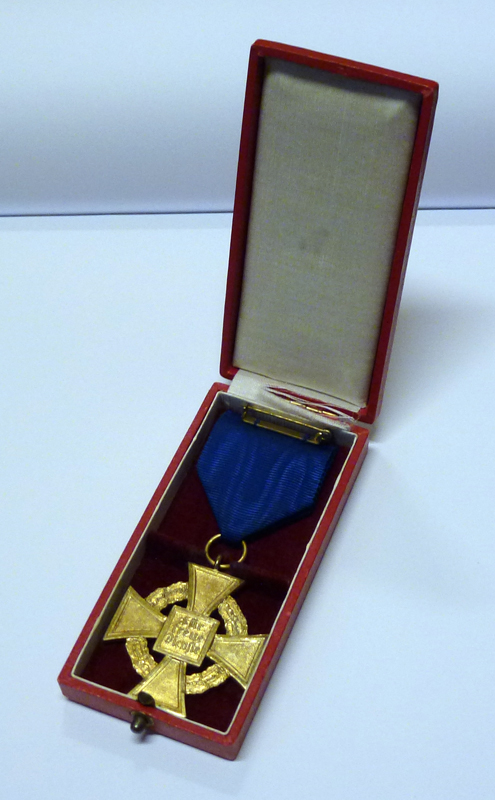
Знак 1-го ступеня в нагородній коробці.
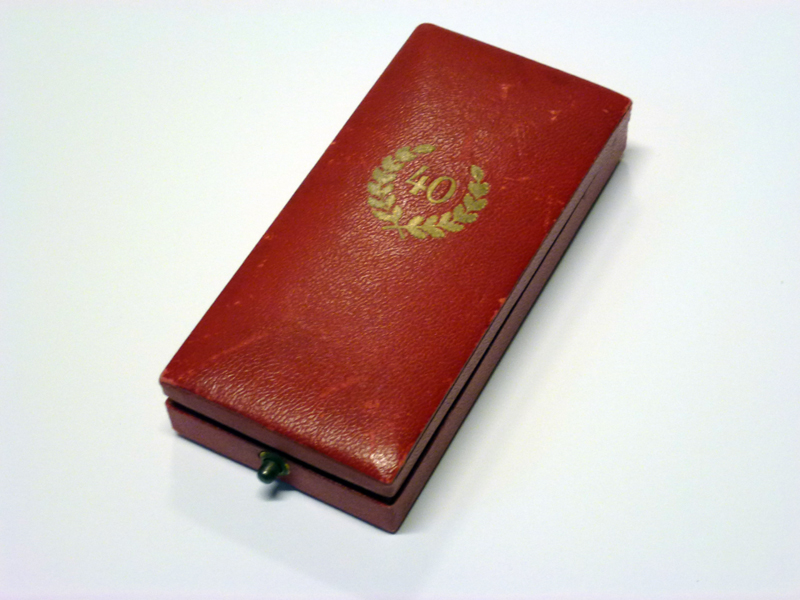
Нагородна коробка для знаку 1-го ступеня.
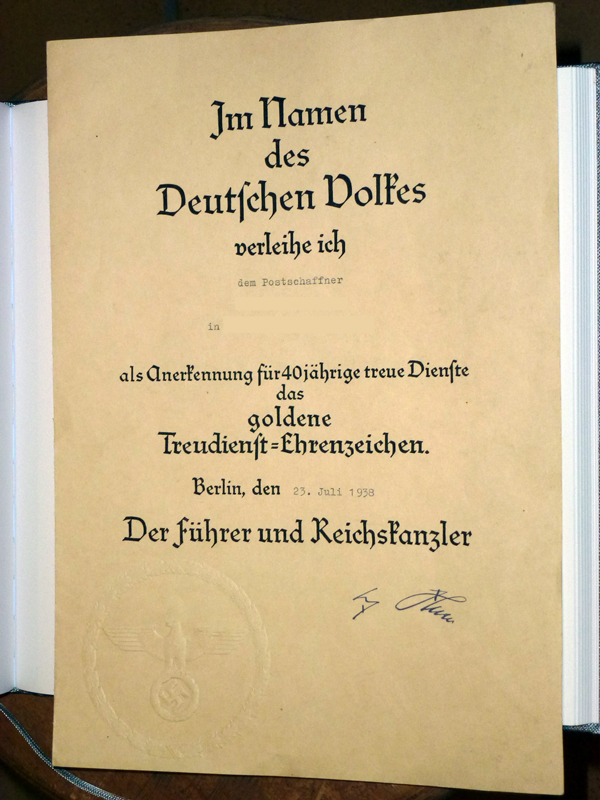
Нагородний сертифікат знаку 1-го ступеня, врученого спіробітнику пошти.